# 傲世三国
傲世三國是目標軟體製作的一款三國背景的戰略遊戲。

## 游戏玩法
游戏分为魏、蜀、吴三国，以古代中国三国时期为背景。
在游戏中，玩家通过“招募”获取人力资源--农夫，从事资源开采以及各种生产活动获取对应的资源（分五类：谷物、肉类、木材、矿石、粮食、酒水），进而建造农场、作坊、兵营、翰林院等。
游戏中的士兵由农夫训练而成，且士兵不计算人口。引入了维护费用和后勤的概念。
游戏地图分城市地图和野外地图两种，城市地图上均有一座城池，大约占地图一半范围。城池中有三种建筑不能修建且不能拆毁：即城墙，用于招募的“牌楼”，和表示统治权的“官府”。野外地图中，零星分布有少数村庄，玩家可以派兵占领，进行“税收”。
游戏中比较夸张的再现了古代战争的场景。譬如攻城机关系统，含有云梯（登上城墙），冲车，孔明灯（探照地图），飞天鸢（跨越障碍）等。
游戏中亦有“灾害”，诸如地震，旱灾，洪涝，暴乱等。且灾害均可以通过“祭祀”进行减少和消除。
游戏引入武将和文官作为可培养的角色，有等级，姓名，技能，能力的差异。

## 評價
《大众软件》在2001年第100期「大陆原创游戏评比 2001 EDITION」中，遊戲獲得「最成功遊戲獎」，編輯稱讚作品勇於進軍海外市場。

## 外部連結
- 目標軟體（北京）有限公司